# Elmar Stöcker
Elmar Stöcker (* 15. März 1929 in Krefeld; † 18. Januar 1984 in West-Berlin) war ein deutscher Pathologe.

## Leben
Stöckers Eltern waren Chemiker. Er verlor den Vater im Alter von 8 Jahren. Nach der Volksschule und dem Gymnasium besuchte er eine Dolmetscherschule für die englische Sprache. Im Wintersemester 1947/48 begann er an der wiedergegründeten Johannes Gutenberg-Universität Mainz Medizin zu studieren. 1950 wurde er Mitglied des Corps Teutonia Gießen, das damals in Mainz ansässig war. In Mainz beendete er 1953 das Studium mit dem Staatsexamen und der Promotion. Nach einigen Monaten klinischer Tätigkeit ging er Ende 1953 als Pflichtassistent zu Hermann von Törne in der Krefelder Pathologie. Wenig später wechselte er nach Gelsenkirchen zu Gustav Gerstel. Bei ihm blieb er bis zum Sommer 1960, zuletzt als Prosektor. Trotz der großen Belastung durch die Alltagsroutine begann er zu publizieren. Erfolgreich bewarb er sich bei Hans-Werner Altmann in Würzburg um eine wissenschaftliche Assistentenstelle. Bevor er sie antreten konnte, verbrachte er ein Jahr als Gastassistent bei W. Maurer am Institut für Medizinische Isotopenforschung an der Universität zu Köln. Dort machte er sich mit der Autoradiographie und der Anwendung von radioaktiven Isotopen vertraut. Im Sommer 1961 trat er die Stelle an der Julius-Maximilians-Universität Würzburg an. Er untersuchte den Zellstoffwechsel und den Gehalt und die Synthese von Desoxyribonukleinsäure im Zellkern. 1963 habilitierte er sich. Er wurde 1970 zum apl. Professor ernannt. Das Corps Rhenania Würzburg verlieh ihm 1974 das Band. Die Freie Universität Berlin berief ihn zum Wintersemester 1975 auf den Lehrstuhl im Klinikum Steglitz. Durch einen Unfall zu Schaden gekommen und schwer erkrankt, musste er die Stelle nach zwei Jahren aufgeben. Er wurde keine 55 Jahre alt. Seine Publikationsliste ist sehr lang.

## Publikationen
- mit H.-W. Altmann und Wolfgang Thoenes: Uber Chromatin und DNS-Synthese im Nukleolus. Elektronenmikroskopische, autoradiographische und lichtmikroskopische Untersuchungen an Leberzellen von Ratten. Z. Zellforsch. 59 (1963), S. 116–133.
- Autoradiographische Studien zum Einfluß von Thioacetamid auf den zellulären Eiweiß- und Nukleinsäurestoffwechsel in Leberzellen der Ratte. Beitr. path. Anat. 129 (1964), S. 247–295.
- mit W.-D. Heine: Über die Proliferation von Nieren- und Leberepithel unter normalen und pathologischen Bedingungen. Beitr. path. Anat. 131 (1965), S. 410–434.
- mit Ch. Hauswaldt und O. Klinge: Autoradiographische Untersuchungen zum Nukleinsäure- und Eiweißstoffwechsel der Inselzellen von Ratten unter normalen und pathologischen Bedingungen. Beitr. path. Anat. 133 (1966), S. 1–40.
- mit U. Pfeifer: Autoradiographische Untersuchungen mit 3H-Thymidin an der regenerierenden Rattenleber. Z. Zellforsch. 79 (1967), 374–388.
- mit H. Ueberberg und F. Städtler: Zur cellulären Nucleinsäure- und Protein-Synthese der Nebennierenrinde von Ratten nach Dexamethason-Applikation. Virchows Arch. Abt. B Zellpath. 6 (1970), S. 97–106.
- mit B. S. Schultze, W.-D. Heine und H. Liebscher: Wachstum und Regeneration in parenchymatösen Organen der Ratte. Autoradiographische Untersuchungen mit 3H-Thymidin. Z. Zellforsch. 125 (1972), 306–331.